# Le Combat des Shaolins
 (janvier 2014).
Si vous disposez d'ouvrages ou d'articles de référence ou si vous connaissez des sites web de qualité traitant du thème abordé ici, merci de compléter l'article en donnant les références utiles à sa vérifiabilité et en les liant à la section « Notes et références ».
Le Combat des Shaolins (titre original : Shao Lin yu ren zhe) est un film d'action taïwanais réalisé par Mai Chen Jsai et Robert Tai, sorti en 1983.

## Synopsis
Un maître shaolin se fait attaquer et enlever par des inconnus. Un homme qui s'est interposé, le grand prêtre, est gravement blessé mais réussit à avertir le frère du maître qu'une personne pourra l'aider le retrouver et lui donne le collier qu'il a arraché à l'un des kidnappeurs.

## Fiche technique
- Titre original : Shao Lin yu ren zhe
- Titre français : Le Combat des shaolins
- Titre québécois : Le Combat des maîtres
- Réalisation : Mai Chen Jsai et Robert Tai
- Photographie : Alexander Chan
- Montage : Richard Robbins
- Dirigé par Lo Rei
- Produit par Alain Hsu
- Pays d'origine :  Taïwan
- Durée : 1h 45
- Année : 1983
- Tous public

## Distribution
- William Yen